# Georg Dertinger
Georg Dertinger (Berlijn, 25 december 1902 - Leipzig, 21 januari 1968) was een Duits politicus en journalist. Hij studeerde rechtswetenschappen en economie. Hij werkte als journalist en redacteur voor de Magdeburger Vokszeitung en de krant van de nationalistische oud-strijders organisatie Stahlhelm. Dertinger was lid van de Deutschnationale Volkspartei en stond sinds het begin van de jaren '30 in contact met de katholieke politicus Franz von Papen. In 1933 maakte hij deel uit van de Duitse delegatie die een concordaat sloot met het Vaticaan (Franz von Papen en mgr. Ludwig Kaas hadden de leiding over de Duitse delegatie). 
Na het sluiten van het concordaat was Dertinger vanaf 1934 medewerker bij diverse regionale en provinciale kranten. 
In 1945 was Dertinger medeoprichter van de Oost-Duitse afdeling van de CDU (Christelijk Democratische Unie) en lid van het partijbestuur. In hetzelfde jaar werd hij door de NKVD gerekruteerd als informant. Van 1949 tot 1953 was hij lid van de Volkskammer (parlement) en minister van Buitenlandse Zaken van de DDR. Op 6 juli 1950 sloot hij een verdrag met Polen over de Oder-Neissegrens.
Op 15 januari 1953 werd Dertinger gearresteerd en "ontmaskerd" als spion. Tijdens een showproces werd hij tot 15 jaar tuchthuis veroordeeld. Dertinger zat in Bautzen gevangen en kwam in 1964 vrij. Een jaar voor zijn vrijlating bekeerde Dertinger (tot dan toe Protestants) zich tot de Rooms-Katholieke Kerk. Sindsdien werkte hij voor een uitgeverij.

## Privé
Georg Dertinger was tweemaal getrouwd: Hij trouwde in 1926 met Barbara von Dewitz (1904-1981), van wie hij in 1934 scheidde om te kunnen trouwen (1935) met de journaliste Maria Oktavie Karolina Freiin von Neuenstein-Rodeck (1905-2004). Zijn vrouw werd in 1953 tegelijk met hem gearresteerd en tot 8 jaar tuchthuis veroordeeld.

## Verwijzingen
1. ↑  Peter Joachim Lapp: Georg Dertinger: Journalist - Aussenminister - Staatsfeind, Verlag Herder Freiburg 2005, p. 299

- Gemeinsame Normdatei: 120272318
- International Standard Name Identifier: 0000 0000 3982 258X
- Library of Congress Control Number: n2006039623
- Virtual International Authority File: 5757988
- WorldCat: E39PBJjxtj8T7bqpvxxpCD6dwC